# Clarence Seedorf
Clarence Clyde Seedorf (Paramaribo, 1. travnja 1976.) je bivši nizozemski profesionalni nogometaš. Seedorf je prvi igrač koji je Ligu prvaka osvojio s tri različita kluba, Ajax (1995.), Real Madrid (1998.) i Milan (2003. i 2007.). Poznat je po "ubojitom" šutu i odličnim pasovima.

## Klupska karijera

### Ajax
Seedorf je svoju karijeru započeo kao srednji vezni igrač ranih '90-ih. Profesionalni debi odigrao je 29. studenog 1992. godine protiv Groningena u dobi od 16 godina i 242 dana što ga je učinilo najmlađim debitantom u Ajaxovoj povijesti.
Seedorf je igrao jednu od ključnih uloga Ajaxove momčadi koja je 1995. osvojila Ligu prvaka. Nakon što je u Ajax postao "ime" seli se u Sampdoriu gdje igra jednu sezonu i postiže tri pogotka.

### Real Madrid
Seedorf se 1996. godine preselio u madridski Real gdje je u svoje tri sezone provedene u klubu gotovo uvijek bio u startnoj postavi.
U prvoj sezoni pomogao je Realu da vrati naslov Primere u svoje ruke. Druga i treća sezona donijele su mu drugi naslov Lige prvaka kada je Real pobijedio Juventus rezultatom 1:0. Na ljeto 1999. godine Seedorf je imao sve manju važnost u klubu pa ga je trener Guus Hiddink prodao Interu za 44 milijarde talijanskih lira (23 milijuna eura).

### Inter
U Interu se i nije baš iskazao, ali će ha navijači pamtiti po dva gola Juventusu koji su postignuti s ogromne daljine. Ta utakmica talijanskog kupa završila je 2:2 no nakon produžetaka "Stara dama" je odnijela pobjedu.

### Milan
Nakon dvije godine provedene u Inter, Seedorf se seli u gradskog rivala, Milana 2002. godine u zamijeni s Francescom Cocom.
S Milanom je već iduće sezone osvojio talijanski Kup što je bilo prvo osvajanje nakon 26 godina. U istoj godini Seedorf postaje prvi igrač kojemu je za rukom uspjelo osvojiti to natjecanje s tri različita kluba.
Iduće sezone Milan osvaja Seriu A popularni Scudetto te je to Seedorfu bilo četvrto osvojeno nacionalno prvenstvo nakon dva s Ajaxom i jednim s Realom. Odigrao je i bitnu ulogu 2005. godine kada je svoju momčad doveo do finala Lige prvaka u Istanbulu gdje je Milan vodio 3:0, ali je Liverpool to dostigao i na kraju pobijedio na penale. Seedorf nije izvodio jedanaesterac.
Nakon niza skandala koje su potresli talijanski nogomet, pa i sam Milan, Seedorfu i njegovom klubu bilo je ipak dopušteno natjecanje u Ligi prvaka. Milan je odličnom igrom prošao Manchester United i Bayern München, a glavnu ulogu imali su Seedorf i Kaká. Milan je prošao do finala gdje ih je opet čekao Liverpool, ali je sreća ovaj put bila na strani Milana koji je dobio s 2:1. Tako je Seedorf po četvrti put osvojio Ligu prvaka. Seedorf postaje strani igrač s najviše nastupa za Milan.
Seedorf je izabran na 7. mjesto najboljih igrača Lige prvaka otkad je natjecanje počelo pod ovim imenom, iako su mnogi tvrdili da je trebao biti i bolje rangiran jer je u tih posljednjih 20 godina Ligu prvaka osvajao već četiri puta.

### Botafogo
Dna 30. lipnja 2012. godine, Seedorf je potpisao dvogodišnji ugovor s Botafogom. Dne 14. siječnja 2014. godine Seedorf je objavio da odlazi u igračku mirovinu.

## Internacionalna karijera
Prvo veliko natjecanje za nizozemsku reprezentaciju bilo mu je na Euru 1996. u Engleskoj. Sudjelovao je i na SP u Francuskoj 1998., EP u Nizozemskoj i Belgiji gdje je s 5 postignutih pogodaka bio najbolji strijelac zajedno sa Savom Miloševićem te na EP u Portugalu 2004. godine.
Posljednju utakmicu odigrao je 2008. godine sa Slovenijom u pobjedi 1:0.
Seedorf je 13. svibnja 2008. godine objavio kako neće igrati više za Nizozemsku (mnogi kao razlog navode navodnu svađu s van Bastenom).
U ožujku 2017. godine je Seedorf nakon devet godina dobio svoj službeni oproštaj od nizozemske reprezentacije tijekom prijateljske protiv Italije. Bivši njegovi treneri Fabio Capello i Louis van Gaal su bili prisutni tijekom oproštaja.

## Trenerska karijera
Dana 16. siječnja 2014. godine Seedorf preuzima trenersko kormilo A.C. Milana. Nakon samo pet mjeseci, Seedorf dobiva otkaz na mjestu trenera A.C. Milana. U srpnju 2016. godine je rođeni Surinamac postao trener kineskog kluba Šenžena iz Guangdonga. Na kraju godine je Seedorfa naslijedio Šveđanin Sven-Göran Eriksson na klupi Mlade vojske.

## Ostale zanimljivosti
- bio je komentator BBC-a na SP u JAR-u 2010. godine
- u rodnom Surinamu je potpomogao izgraditi stadion za djecu koji danas po njemu nosi ime
- dobitnik je više surinamskih i nizozemskih odličja
- jedan je od predstavnika "Zaklade Nelson Mandela"

## Nagrade

### S klubovima

#### Ajax
- Eredivisie (2): 1994., 1995.
- KNVB kup (1): 1993.
- Johan Cruijff-Schaal (2): 1993., 1994.
- UEFA Liga prvaka (1): 1995.

#### Real Madrid
- La Liga (1): 1997.
- Kup kralja (1): 1997.
- UEFA Liga prvaka (1): 1998.
- Interkontinentalni kup (1): 1998.

#### Milan
- Seria A (2): 2004., 2011.
- Coppa Italia (1): 2003.
- Supercoppa Italia (2): 2004., 2011.
- UEFA Liga prvaka (2): 2004., 2007.
- Europski Superkup (2): 2003., 2007.
- FIFA Svjetsko klupsko prvenstvo (1): 2007.

### S reprezentacijom
- Europsko prvenstvo u nogometu – Belgija i Nizozemska 2000. - drugoplasirani

### Pojedinačno
- Nizozemski talent godine (2): 1993., 1994.
- FIFA 100
- Silver Ball, nagrada za drugog najboljeg igrača na Svjetskom klupskom prvenstvu (1): 2007.
- UEFA najbolji vezni igrač (2): 1998., 2007.
- UEFA tim godine (2): 2002., 2007.
- Real Madrid, momčad stoljeća
- zapovjednik "Počasnog reda žute zvijezde", Surinam 2007.
- vitez "Nassau narančastog reda", Nizozemska 2011.
- L'Equipe "dream-team" svih vremena
- prvak "Zaklade Nelson Mandela"
- najbolji strijelac EP u Nizozemskoj i Belgiji 2000.

## Vanjske poveznice
- Clarence Seedorf official website